# BMW R12
БМВ R-12 (нем. BMW R-12) — немецкий мотоцикл, производившийся компанией БМВ перед Второй мировой войной. Был представлен в 1935 году и в том же году запущен в производство. До окончания производства в 1942 году выпущено 36 002 мотоцикла R-12. Выпускался в двух вариантах: с коляской и без. Имел гражданскую и военную модификации.
14 февраля 1935 года на автомобильной выставке в Берлине BMW впервые представило R12 совместно с BMW R17. Оба мотоцикла являлись прямыми преемниками BMW R11 и впервые в мире были оснащены передней телескопической вилкой с гидравлическими амортизаторами.
Обладая высокой надежностью и простотой эксплуатации при малой цене, мотоцикл стал самым массовым в вермахте. На варианте с коляской устанавливался пулемет.
На спортивной версии R12 28 ноября 1937 года немецким мотогонщиком Эрнстом Хенне был установлен мировой рекорд скорости в 279,5 км/ч, который продержался 14 лет.

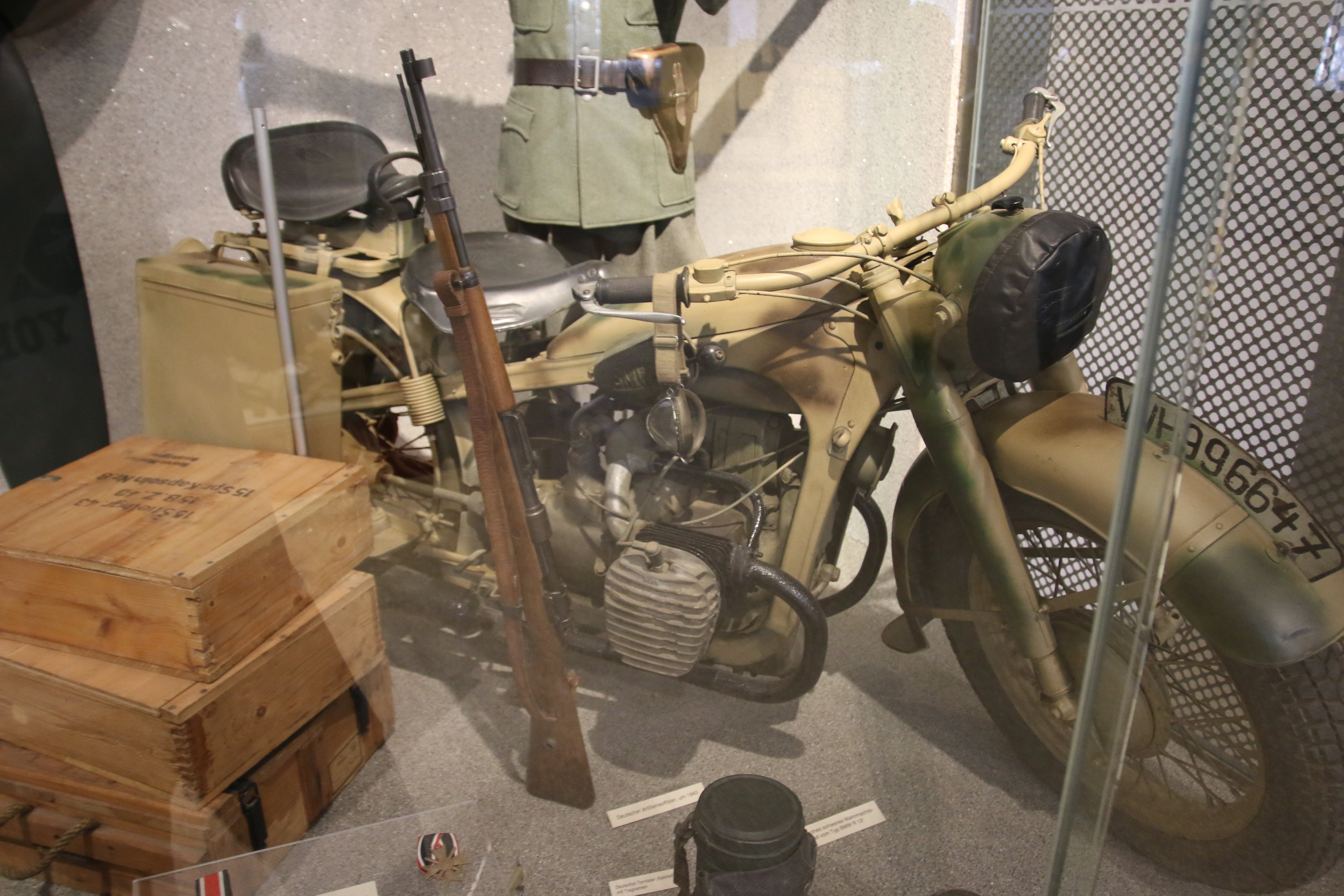
R12 в Военно-историческом музее Вены

Экземпляры мотоцикла сохранившиеся до настоящего времени находятся в частных коллекциях и музеях, так например, экземпляр мотоцикла имеется в Военно-историческом музее Вены, причём в оригинальной камуфляжной окраске.

## Описание конструкции

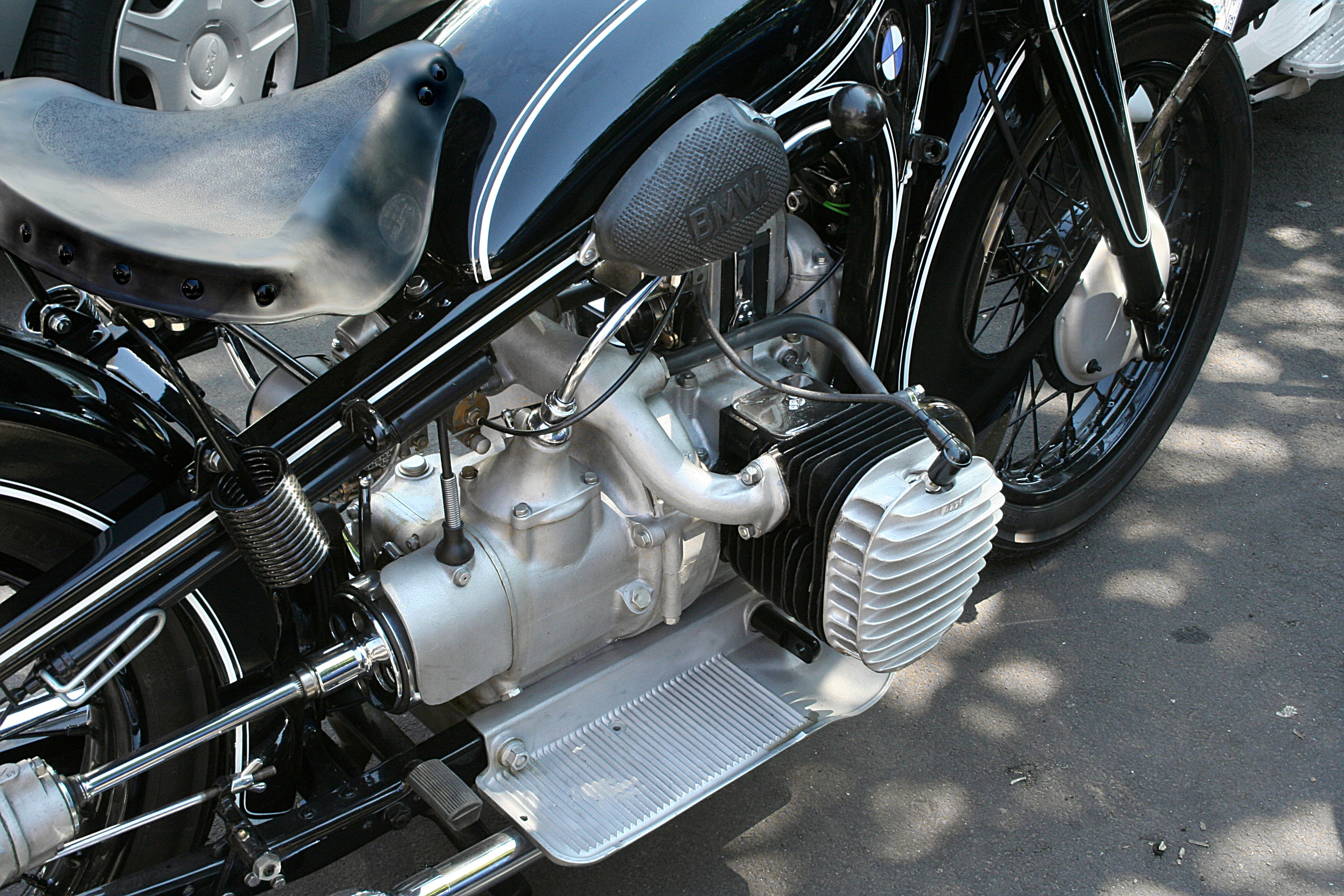

Рама мотоцикла R-12 изготовлялась штамповкой. Задняя подвеска отсутствовала, передняя состояла из телескопической вилки с гидравлическими амортизаторами. Тормоза — гидравлические барабанные. Передача на заднее колесо осуществлялась через четерехступенчатую механическую коробку передач с двухходовой кулисой с двухдисковым сцеплением. Мотоцикл оснащался двухцилиндровым четырёхтактным нижнеклапанным двигателем M56S6 (новое обозначение 212) рабочим объёмом 745 см³. Диаметр цилиндра и ход поршня 78×78 мм. Двигатель имел версии с одним и двумя карбюраторами, развивающими соответственно мощность — 18 л.с. при 3400 об/мин и 20 л.с. при 4000 об/мин. Степень сжатия 5,2:1.
Двигатель отличался надежностью, имел хорошую тягу, не перегревался и заводился без проблем в любое время года. Мотоцикл оснащался мощным магнето с генератором в одном корпусе. Также имелось устройство подогрева впускного коллектора выхлопными газами.